# Kisvárdai KC
Kisvárdai KC er en ungarsk håndboldklub, hjemmehørende i Kisvárda, Ungarn.

## Aktuel trup

### Spillertruppen 2019-20
| Målvogter - Bettina Horváth-Pásztor - Isabel Kondášová - Nóra Lajtos Fløjspiller - Samira Rocha - Laura Udvardi - Tímea Milosevic - Adrienn Orbán Stregspiller - Luca Dombi - Vesna Milanović-Litre | Bagspillere LB - Tena Petika - Krisztina Bárány - Pálma Siska - Alena Ikhneva CB - Bettina Dajka - Tamara Radojević - Réka Mészáros - Nina Szabó RB - Veronika Habánková - Sanja Premović |